# Симптотермальний метод
Симптотермальний метод контрацепції — це метод планування сім'ї, що ґрунтується на вивченні менструального циклу жінки для визначення періодів, коли ймовірність вагітності найбільш низька. Основні принципи методу включають вимірювання температури тіла, спостереження за змінами в шийці матки та інші фізіологічні ознаки фази циклу. Комбінування цих даних дозволяє визначити періоди, коли ймовірність запліднення найвища (фаза фолікулярної зрілості) і найнижча (лютеїнова фаза циклу).

## Застосування методу
1. Вимірювання базальної температури тіла (БТТ): жінка вимірює свою температуру кожного ранку одним і тим же термометром в умовах спокою перед тим, як встати з ліжка. Це робиться щодня, включаючи дні менструації.
2. Ведення графіка: запису вимірювань температури на графіку. Після кількох циклів таких записів можна побачити патерн зміни температури, який вказує на фази циклу (фаза фолікулярної зрілості та лютеїнова фаза).
3. Спостереження за шийкою матки: може також використовуватися техніка спостереження за змінами в шийці матки, такими як текстура та положення. Це може допомогти підтвердити фази циклу, особливо лютеїнову.
4. Визначення «безпечних» та «небезпечних» днів: на основі вимірювань температури та інших ознак визначаються дні, коли ймовірність зачаття найвища (небезпечні дні) і найнижча (безпечні дні).
5. Застосування контрацепції: в парі з партнером вирішується, як використовувати цю інформацію. Наприклад, утримання від сексуальних стосунків протягом «небезпечних» днів або використання інших методів контрацепції, таких як презервативи, під час цих періодів.

## Ефективність
Цей метод ефективний лише при строгому виконанні і правильному аналізі даних. Жінка повинна мати достатні знання про свій цикл і відповідні навички для використання цього методу контрацепції.
Метод вимагає від жінки систематичного ведення записів і вимірювання температури тіла, а також врахування інших показників. Його ефективність може залежати від дисциплінованості та точності в обліку цих даних. Метод не захищає від ІПСШ, тому вимагає додаткового застосування бар'єрних методів контрацепції, наприклад, презервативів.